# Trypauchenichthys larsonae
Trypauchenichthys larsonae is een straalvinnige vissensoort uit de familie van grondels (Gobiidae). De wetenschappelijke naam van de soort is voor het eerst geldig gepubliceerd in 2008 door Murdy.